# Роберто Чен
Роберто Чен (ісп. Roberto Chen, нар. 24 травня 1994, Бокас-дель-Торо) — панамський футболіст, захисник клубу «Арабе Унідо» та національної збірної Панами.

## Клубна кар'єра
Народився 24 травня 1994 року в місті Бокас-дель-Торо. Вихованець футбольної школи клубу «Сан-Франциско». У 2011 році він був включений в заявку команди на участь у чемпіонаті Панами. 21 липня 2012 року в матчі проти «Ріо Абахо» Роберто дебютував за «Сан-Франциско». 31 січня 2013 року у зустрічі проти «Пласа Амадор» Чен забив свій перший гол за клуб. Всього Чен взяв участь у 13 матчах чемпіонату.
Влітку 2013 року Роберто перейшов у іспанську «Малагу». Сума трансферу склала 400 тис. євро. 17 серпня в матчі проти «Валенсії» Чен дебютував у Ла Лізі.
На початку 2014 року для отримання ігрової практики Роберто на правах оренди перейшов у бельгійський «Зюлте-Варегем». 25 січня у поєдинку проти «Ауд-Геверле» він дебютував у Жюпіле-Лізі. Влітку 2015 року Чен на правах оренди перейшов в «Реал Ліненсе». 18 жовтня у матчі проти «Мурсії» він дебютував у Сегунді Б. 
На початку 2016 року «Малага» розірвала контракт з гравцем і Роберто повернувся в «Сан-Франциско», де провів пів року, після чого 27 липня став гравцем колумбійського клубу «Ріонегро Агілас».
31 січня 2017 року повернувся на батьківщину, ставши гравцем «Арабе Унідо». Відтоді встиг відіграти за команду з Колона 16 матчів в національному чемпіонаті.

## Виступи за збірні
2010 року дебютував у складі юнацької збірної Панами. Наступного року на юнацькому чемпіонаті світу у Мексиці. На турнірі він зіграв у матчах проти команд Буркіна-Фасо, Еквадору, Німеччини та Мексики. Всього взяв участь в 11 іграх на юнацькому рівні.
2011 року також залучався до складу молодіжної збірної Панами. У її складі взяв участь у молодіжному чемпіонаті КОНКАКАФ у Гватемалі. На турнірі він зіграв у матчах проти команд Мексики, Суринаму, Гондурасу, США та Гватемали. У тому ж році взяв участь у молодіжному чемпіонаті світу у Колумбії. На турнірі він зіграв в поєдинках проти Австрії, Єгипту та Бразилії.
В 2013 році Роберто вдруге взяв участь у молодіжному чемпіонаті КОНКАКАФ. На турнірі він зіграв у матчі проти збірних Сальвадору, Пуерто-Рико та Ямайки. В поєдинку проти пуерториканців Чен забив гол. Всього на молодіжному рівні зіграв у 9 офіційних матчах, забив 1 гол.
3 вересня 2011 року в товариському матчі проти збірної Парагваю Чен дебютував у складі національної збірної Панами.
У 2013 році Роберто потрапив в заявку національної команди на Золотому кубку КОНКАКАФ. На турнірі він був основним футболістом і взяв участь у всіх шести матчах, включаючи фінал проти збірної США. Чен завоював срібну медаль змагань. 10 вересня в матчі відбіркового турніру Чемпіонату світу 2014 року проти збірної Гондурасу Роберто забив свій перший гол за збірну.
Згодом у складі збірної був учасником розіграшу Золотого кубка КОНКАКАФ 2017 року у США, зігравши у трьох матчах.
Наразі провів у формі головної команди країни 19 матчів, забивши 1 гол.

## Титули і досягнення
- Срібний призер Золотого кубка КОНКАКАФ: 2013